# Гайворон Іван Йосипович
Іва́н Йо́сипович Га́йворон (Геру́н) (8 жовтня 1940, Гайворон) — український поет і письменник. Член Національної спілки письменників України (2005) 
https://www.ivan-haivoron.com/ [Архівовано 5 грудня 2021 у Wayback Machine.]

## Часопис
Член НСПУ (2005).
Народився 8 жовтня 1940 року в м. Гайвороні Кіровоградської області.
Закінчив філологічний факультет Київського державного університету. Працював на будовах Києва, Тюмені, вихователем, майстром, завідував бібліотекою.
- Автор збірок поезій:
- «Багряні громи»,
- «Сходження»,
- «Екліптика духу»,
- «Божа ріка»,
- «Для чого народивсь, живу навіщо»,
- «Із попелу твориться порох», «Обліпиха»,
- «Світовидність»,
- «Гардовий шлях»,
- книги для дітей «Золота підсака»,
- "Гойра" (2017),
- "Людяність" (2014),
- "Волосся Вероніки" (2017),
- "Степова Еллада" (2021), [Архівовано 5 грудня 2021 у Wayback Machine.]
- "Лотос" (2021),
- "Людяність" [Архівовано 5 грудня 2021 у Wayback Machine.]
- "Обліпиха" [Архівовано 5 грудня 2021 у Wayback Machine.]
- "Туманність Андромеди" (2021) ,
- "Одна вершина для двох" (2021) [Архівовано 5 грудня 2021 у Wayback Machine.]
- У його доробку ніні - біля шістнадцять збірок визнаних відомими майстрами слова: Д. Білоусом, Б. Степанюком, П. Перебийносом, В. Забаштанським, В. Герасим'юком та іншими.

Лауреат Літературно-мистецької премії ім. В. Забаштанського (2018).